# Katarína Koščová
Katarína Koščová (Prešov, 11 febbraio 1982) è una cantante slovacca.

## Biografia
Katarína Koščová è laureata in Lettere all'Università di Prešov. Ha iniziato a cantare con la sorella Veronika Koščová nel complesso Heaven's Shore. Nel 2004 si è presentata alle audizioni per l'edizione inaugurale del talent show canoro Slovensko hľadá Superstar, che ha vinto per volere del pubblico nell'aprile dell'anno successivo. In seguito alla sua vittoria ha partecipato ad un tour nazionale con gli altri finalisti della competizione. Nell'estate del 2005 ha pubblicato il suo album di debutto Ešte sa nepoznáme, il cui successo le ha fruttato un premio Slávik per il migliore artista esordiente dell'anno.

## Discografia

### Album in studio
- 2005 – Ešte sa nepoznáme
- 2006 – Naboso
- 2009 – Nebotrasenie
- 2012 – Štedrý večer
- 2014 – Oknom
- 2019 – Hranica dažďa (con Daniel Špiner)

### Album dal vivo
- 2012 – Vlakem na Kolín (con Neřež)
- 2017 – Naživo (con Marián Geišberg, Martin Geišberg, Marek Geišberg e Marek Špiner)

### Raccolte
- 2009 – Uspávanky (con Martin Husovský e Veronika Husovská)

### Singoli
- 2005 – Katka
- 2005 – Pehatá
- 2006 – Kolko ešte krát
- 2006 – Posledná
- 2007 – Dnes
- 2007 – Nedovoláš sa
- 2007 – V odrazoch
- 2012 – Štedrý večer
- 2014 – Přes most bez punčoch